# Ájmejávrásj
Ájmejávrásj, enligt tidigare ortografi Aimejauratj, är en sjö i Jokkmokks kommun i Lappland och ingår i Luleälvens huvudavrinningsområde. Sjön ligger 710 meter över havet och avvattnas av Ájmejåhkå, Vattnet flödar därefter genom Návdasjåhkå, Návdasädno, Lilla Luleälven och Lule älv innan det når havet.